# Olimp-2
Das Fußballstadion Olimp-2 (russisch Олимп-2) liegt in der russischen Stadt Rostow am Don. Der Fußballverein FK Rostow empfing bis 2018 hier seine Gegner zu den Spielen.

## Geschichte

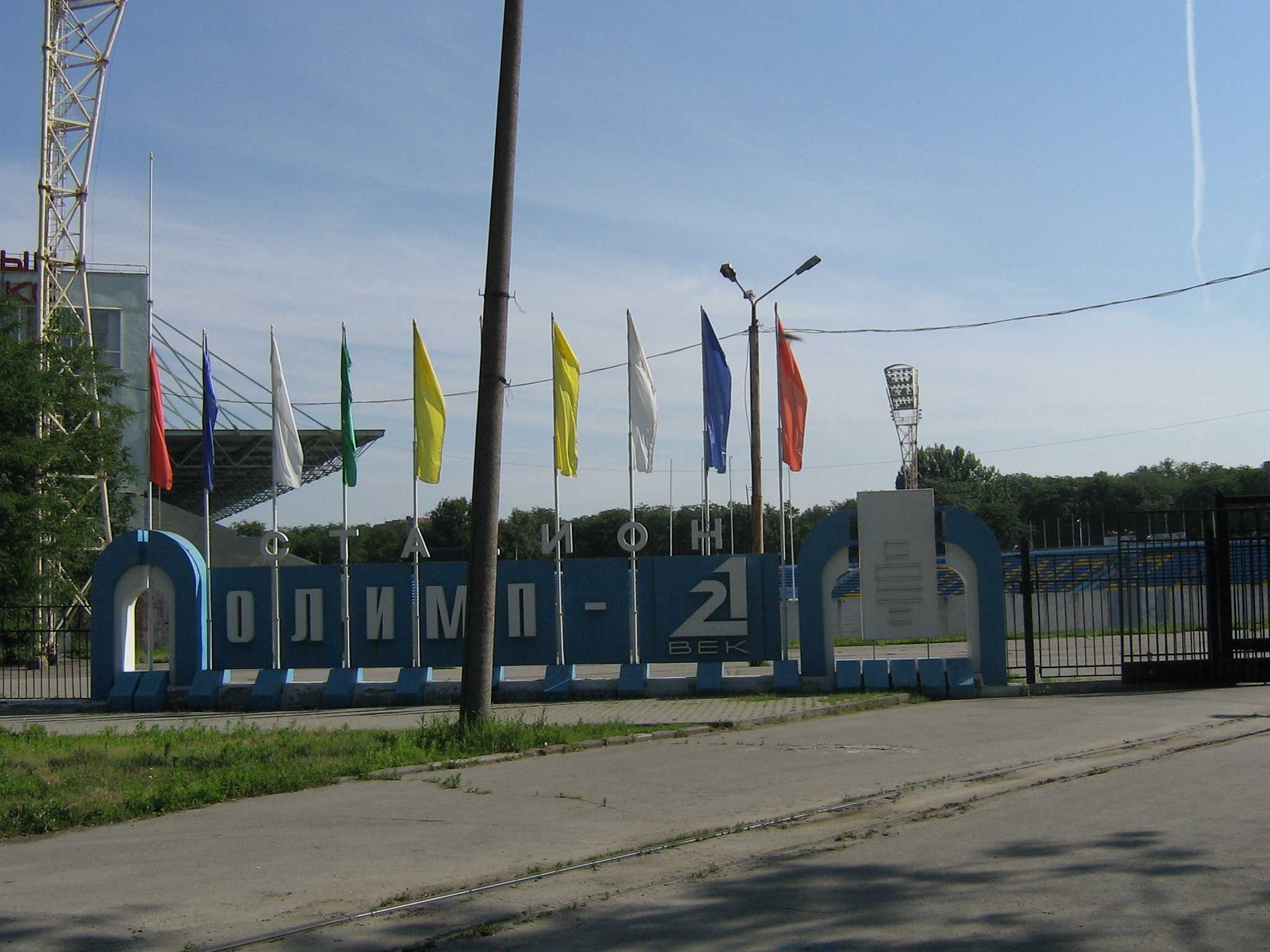
Bild des Haupteingangs mit dem alten Namen

Im Jahre 1930 wurde das Stadion erbaut und eröffnet; damals noch unter dem Namen Стадион завода «Ростсельмаш» (deutsch Rostselmasch Fabrik Stadion). Die in Rostow am Don ansässige Firma Rostselmasch ist heute der größte Landmaschinenhersteller Osteuropas. Bis 1996 trug es diesen Namen, danach hieß es nur noch «Ростсельмаш» (deutsch Rostselmasch) und 2002 wurde es in Olimp-21 vek (deutsch Olympus-21. Jahrhundert) umbenannt. Seit 2005 hat es seinen heutigen Namen Olimp-2. In den 1950er Jahren stieg die Stadionkapazität auf das bisherige Höchstmaß von rund 32.000 Plätzen an.   
Anfang der 2000er Jahre startete die Umgestaltung in ein reines Fußballstadion. Die neue Haupttribüne im Westen wurde erbaut. Ende 2002 riss man die alte Südtribüne ab, diese sollte durch einen modernen Neubau ersetzt werden. Die Bauarbeiten begannen aber erst im Januar 2008. Im Dezember 2008 ist der neue Zuschauerrang im Süden fertiggestellt worden, hat aber nur 3500 anstatt der ursprünglich geplanten 7000 Plätze. Die Baumaßnahme kostete 56,9 Mio. Rubel. Die 2001 errichtete Flutlichtanlage ist dreistufig einstellbar mit 800, 1.000 und 1.200 Lux für Training, Ligaspiele und internationale Partien. In der Westtribüne befindet sich ein Einkaufszentrum.    
Am 16. Mai 2010 wurde das russische Fußball-Pokalfinale 2010 im Stadion von Rostow ausgetragen. Erstmals fand somit ein Pokalfinale nicht in der Hauptstadt Moskau statt. Das Spiel gewann Zenit Sankt Petersburg gegen den FK Sibir Nowosibirsk mit 1:0. Für die Begegnung wurden 600 zusätzliche V.I.P.-Plätze und 100 Journalisten-Plätze eingerichtet.
Für die Fußball-Weltmeisterschaft 2018 wurde die Rostow-Arena mit 45.145 Plätzen errichtet. Sie ist die neue Heimspielstätte des FK Rostow. Dafür wird nach dem WM-Turnier das Platzangebot auf 37.885 reduziert.